# La Faja de Sent Julian
La Faja de Sent Julian (en francès La Fage-Saint-Julien) és un municipi francès situat al departament del Losera i a la regió d'Occitània.